# The Flag of Distress
The Flag of Distress è un cortometraggio del 1912 diretto da Hayward Mack.

## Produzione
Il film fu prodotto dall'Independent Moving Pictures Co. of America (IMP).

## Distribuzione
Il film uscì nelle sale il 20 gennaio 1912, distribuito dalla Motion Picture Distributors and Sales Company.